# Manfred Neuner
Manfred Neuner (* 20. November 1945 in Leimen in Baden; † 23. Dezember 2001) war ein deutscher Fußballschiedsrichter aus Leimen in Baden. 
Von 1980 bis 1992 leitete er insgesamt 167 Spiele in der ersten und zweiten Fußball-Bundesliga sowie das DFB-Pokalfinale 1990.

## Leben
Manfred Neuner wurde am 20. November 1945 geboren. Beruflich war Manfred Neuner Verkaufsleiter bei Mercedes-Benz. Am 23. Dezember 2001 verstarb er mit nur 56 Jahren infolge eines Herzinfarktes.

## Karriere
Am 4. September 1982 gab Neuner sein Bundesliga-Debüt. Von 1982 bis 1992 leitete er 102 Spiele der Fußball-Bundesliga sowie von 1980 bis 1992 weitere 65 Spiele der zweiten Fußball-Bundesliga. 
Höhepunkt seiner Karriere war das DFB-Pokalfinale am 19. Mai 1990 zwischen dem 1. FC Kaiserslautern und Werder Bremen, welches Kaiserslautern mit 3:2 gewann.

## Kritik
1993 wurde bekannt, dass der ehemalige Schalker Präsident Günter Eichberg Manfred Neuner vor seinem 100. Bundesligaspiel ein Jagdgewehr geschenkt hat. Dies sorgte für Kritik, laut Aussage von Eichberg hatte Neuner aber vorher die Genehmigung zur Annahme des Geschenks beim DFB eingeholt.